# Таитяне
Таитя́не — коренное население острова Таити и островов Общества. Самоназвание — маохи. Численность — 180 тыс. человек. В Новой Каледонии живёт 7 тысяч. Язык — таитянский. Он распространён на Маркизских островах, на островах Туамоту, Тубуаи, Мангарева, как межнациональный. С 1823 года введён алфавит на основе латиницы. Верующие — протестанты и католики.
Остров Таити по популярности можно сравнить лишь с островом Пасхи. Другие относительно крупные острова — Муреа, Бора-Бора, Раиатеа. Остальные — атоллы. Таити, имея вид восьмёрки, делится на две части (Таити-Нуи и Таити-Ити), разделённые перешейком. Остров гористый, лесистый. Здесь и расположена столица — Папеэте.
Острова Общества заселены в I тысячелетии. Во II тысячелетии здесь сложилась племенная организация, а в XVIII веке завершилась этническая консолидация.
Культура и традиции — общеполинезийского типа. Развиты музыка, танцы, фольклор. Музыкальные инструменты — барабан и флейта.
В социальной структуре выделяется три слоя: арии (вожди), раатира (землевладельцы) и простой народ.
Брак — моногамный, но у вождей встречается полигиния. Отдельную касту составляют жрецы (опунуи).

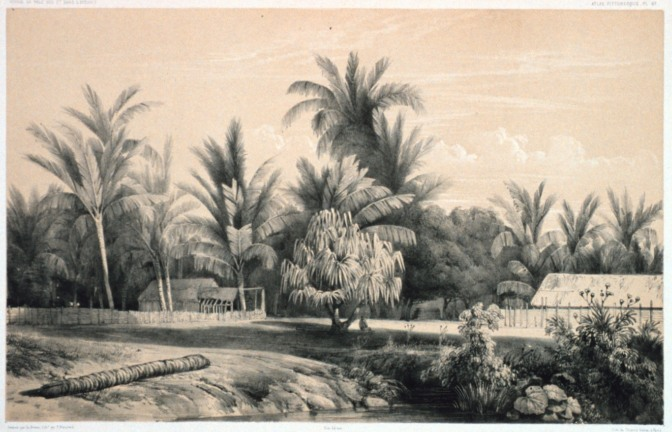
Жилища таитян, 1842 год